# Municipio de Dry Wood Lake
El municipio de Dry Wood Lake (en inglés: Dry Wood Lake Township) es un municipio ubicado en el condado de Roberts en el estado estadounidense de Dakota del Sur. En el año 2010 tenía una población de 129 habitantes y una densidad poblacional de 1,38 personas por km².

## Geografía
El municipio de Dry Wood Lake se encuentra ubicado en las coordenadas 45°35′25″N 97°10′40″O / 45.59028, -97.17778. Según la Oficina del Censo de los Estados Unidos, el municipio tiene una superficie total de 93.75 km², de la cual 81,91 km² corresponden a tierra firme y (12,63 %) 11,84 km² es agua.

## Demografía
Según el censo de 2010, había 129 personas residiendo en el municipio de Dry Wood Lake. La densidad de población era de 1,38 hab./km². De los 129 habitantes, el municipio de Dry Wood Lake estaba compuesto por el 62,79 % blancos, el 31,01 % eran amerindios, el 0,78 % eran asiáticos y el 5,43 % eran de una mezcla de razas. Del total de la población el 0 % eran hispanos o latinos de cualquier raza.